# Дискография G-Unit
Дискография американской рэп-группы G-Unit, которая выпустила 2 студийных альбома, 43 микстейпа, 8 синглов, 7 видеоклипов.
Группа сформирована в Куинсе, Нью-Йорк, рэперами 50 Cent, Lloyd Banks и Tony Yayo. Группа сформировалась благодаря появлению нескольких независимых микстейпов. G-Unit являлась частичной аббревиатурой и расшифровывается как «Guerilla Unit» или «Gangsta Unit», в то время как расшифровка «Gorilla Unit» используется исключительно для марки одежды «G-Unit».
Под брендом «G-Unit» выпускалось несколько линий одежды, автор которых — известный дизайнер Марк Эко. Также с фирмой Reebok был заключён контракт на выпуск линии кроссовок под логотипом G-Unit.

## Альбомы

### Студийные альбомы
| Названия                              | Детали альбома                                                                                                   | Пик, позиции в чартах | Пик, позиции в чартах | Пик, позиции в чартах | Пик, позиции в чартах | Пик, позиции в чартах | Пик, позиции в чартах | Пик, позиции в чартах | Пик, позиции в чартах | Пик, позиции в чартах | Пик, позиции в чартах | Сертификация                                          |
| Названия                              | Детали альбома                                                                                                   | US                    | US R&B                | US Rap                | AUS                   | CAN                   | GER                   | IRE                   | NZ                    | SWI                   | UK                    | Сертификация                                          |
| ------------------------------------- | --- | --------------------- | --------------------- | --------------------- | --------------------- | --------------------- | --------------------- | --------------------- | --------------------- | --------------------- | --------------------- | ----------------------------------------------------- |
| Beg for Mercy                         | - Релиз: 14 ноября, 2003 года - Лейбл: G-Unit Records, Interscope Records - Формат: CD, LP, Цифровая дистрибуция | 2                     | 2                     | *                     | 31                    | 5                     | 57                    | 10                    | 26                    | 28                    | 13                    | - RIAA: 2× Platinum - BPI: Platinum - MC: 2× Platinum |
| T.O.S: Terminate on Sight             | - Релиз: 1 июля, 2008 года - Лейбл: G-Unit Records, Interscope Records - Формат: CD, LP, Цифровая дистрибуция    | 4                     | 2                     | 2                     | 35                    | 4                     | 54                    | 35                    | 37                    | 25                    | 39                    |                                                       |
| «—» обозначает отсутствие информации. | |                       |                       |                       |                       |                       |                       |                       |                       |                       |                       |                                                       |

### Мини-альбомы
| Название                   | Детали                                                                    | Высшая позиция в чарте | Высшая позиция в чарте | Высшая позиция в чарте | Продажи  |
| Название                   | Детали                                                                    | US                     | US R&B/HH              | US Rap                 | Продажи  |
| -------------------------- | ------------------------------------------------------------------------- | ---------------------- | ---------------------- | ---------------------- | -------- |
| The Beauty of Independence | - Дата выхода: 25 августа 2014 - Лейбл: G-Unit - Варианты издания: ЦД, CD | 17                     | 5                      | 3                      | - 14 472 |
| The Beast Is G-Unit        | - Дата выхода: 3 марта 2015 - Лейбл: G-Unit - Варианты издания: ЦД        | 27                     | 3                      | 3                      | - 18 542 |

### Микстейпы
| 50 Cent Is the Future (with 50 Cent)                         | - Релиз: 1 июня, 2002 года - Лейбл: G-Unit Records, Shadyville Records - Формат: CD, Цифровая дистрибуция      | 59 | 65 |
| No Mercy, No Fear (with 50 Cent)                             | - Релиз: 1 августа, 2002 года - Лейбл: G-Unit Records, Shadyville Records - Формат: CD, Цифровая дистрибуция   | —  | —  |
| God's Plan (with 50 Cent)                                    | - Релиз: 1 ноября, 2002 года - Лейбл: G-Unit Records, Shadyville Records - Формат: CD, Цифровая дистрибуция    | —  | —  |
| Automatic Gunfire                                            | - Релиз: 7 декабря, 2002 года - Лейбл: G-Unit Records, Shadyville Records - Формат: CD, Цифровая дистрибуция   | —  | —  |
| Bulletproof                                                  | - Релиз: 11 февраля, 2003 года - Лейбл: G-Unit Records, Shadyville Records - Формат: CD, Цифровая дистрибуция  | —  | —  |
| Smokin' Day 2 (G-Unit Radio Part 1)                          | - Релиз: 29 марта, 2003 года - Лейбл: G-Unit Records, Shadyville Records - Формат: CD, Цифровая дистрибуция    | —  | —  |
| International Ballers (G-Unit Radio Part 2)                  | - Релиз: 10 июня, 2003 года - Лейбл: G-Unit Records, Shadyville Records - Формат: CD, Цифровая дистрибуция     | —  | —  |
| Takin' It to the Streets (G-Unit Radio Part 3)               | - Релиз: 13 августа, 2003 года - Лейбл: G-Unit Records, Shadyville Records - Формат: CD, Цифровая дистрибуция  | —  | —  |
| No Peace Talks! (G-Unit Radio Part 4)                        | - Релиз: 25 ноября, 2003 года - Лейбл: G-Unit Records, Shadyville Records - Формат: CD, Цифровая дистрибуция   | —  | —  |
| All Eyez on Us (G-Unit Radio Part 5)                         | - Релиз: 29 января, 2004 года - Лейбл: G-Unit Records, Shadyville Records - Формат: CD, Цифровая дистрибуция   | —  | —  |
| Motion Picture Shit (G-Unit Radio Part 6)                    | - Релиз: 1 апреля, 2004 года - Лейбл: G-Unit Records, Shadyville Records - Формат: CD, Цифровая дистрибуция    | —  | —  |
| King of New York (G-Unit Radio Part 7)                       | - Релиз: 6 мая, 2004 года - Лейбл: G-Unit Records, Shadyville Records - Формат: CD, Цифровая дистрибуция       | —  | —  |
| The Fifth Element (G-Unit Radio Part 8)                      | - Релиз: 29 июля, 2004 года - Лейбл: G-Unit Records, Shadyville Records - Формат: CD, Цифровая дистрибуция     | —  | —  |
| G-Unit City (G-Unit Radio Part 9)                            | - Релиз: 17 ноября, 2004 года - Лейбл: G-Unit Records, Shadyville Records - Формат: CD, Цифровая дистрибуция   | —  | —  |
| 2050 Before the Massacre (G-Unit Radio Part 10)              | - Релиз: 7 января, 2005 года - Лейбл: G-Unit Records, Shadyville Records - Формат: CD, Цифровая дистрибуция    | —  | —  |
| Raw and Uncut (G-Unit Radio Part 11)                         | - Релиз: 2 мая, 2005 года - Лейбл: G-Unit Records, Shadyville Records - Формат: CD, Цифровая дистрибуция       | —  | —  |
| So Seductive (G-Unit Radio Part 12)                          | - Релиз: 9 июля, 2005 года - Лейбл: G-Unit Records, Shadyville Records - Формат: CD, Цифровая дистрибуция      | —  | —  |
| The Return of the Mixtape Millionaire (G-Unit Radio Part 13) | - Релиз: 3 сентября, 2005 года - Лейбл: G-Unit Records, Shadyville Records - Формат: CD, Цифровая дистрибуция  | —  | —  |
| Back to Business (G-Unit Radio Part 14)                      | - Релиз: 1 октября, 2005 года - Лейбл: G-Unit Records, Shadyville Records - Формат: CD, Цифровая дистрибуция   | —  | —  |
| Are You a Window Shopper? (G-Unit Radio Part 15)             | - Релиз: 22 октября, 2005 года - Лейбл: G-Unit Records, Shadyville Records - Формат: CD, Цифровая дистрибуция  | —  | —  |
| 10 Years of Hate (G-Unit Radio Part 16)                      | - Релиз: 21 января, 2006 года - Лейбл: G-Unit Records, Shadyville Records - Формат: CD, Цифровая дистрибуция   | —  | —  |
| Best in the Bizness (G-Unit Radio Part 17)                   | - Релиз: 27 февраля, 2006 года - Лейбл: G-Unit Records, Shadyville Records - Формат: CD, Цифровая дистрибуция  | —  | —  |
| Rags to Riches (G-Unit Radio Part 18)                        | - Релиз: 10 апреля, 2006 года - Лейбл: G-Unit Records, Shadyville Records - Формат: CD, Цифровая дистрибуция   | —  | —  |
| Rep Yo Click (G-Unit Radio Part 19)                          | - Релиз: 10 апреля, 2006 года - Лейбл: G-Unit Records, Shadyville Records - Формат: CD, Цифровая дистрибуция   | —  | —  |
| Best in the Bizness 2 (G-Unit Radio Part 20)                 | - Релиз: 10 апреля, 2006 года - Лейбл: G-Unit Records, Shadyville Records - Формат: CD, Цифровая дистрибуция   | —  | —  |
| Hate It or Love It (G-Unit Radio Part 21)                    | - Релиз: 3 июля, 2006 года - Лейбл: G-Unit Records, Shadyville Records - Формат: CD, Цифровая дистрибуция      | —  | —  |
| Hip Hop Is Dead — Verse 2 (G-Unit Radio Part 22)             | - Релиз: 7 сентября, 2006 года - Лейбл: G-Unit Records, Shadyville Records - Формат: CD, Цифровая дистрибуция  | —  | —  |
| Finally Off Papers (G-Unit Radio Part 23)                    | - Релиз: 1 марта, 2007 года - Лейбл: G-Unit Records, Shadyville Records - Формат: CD, Цифровая дистрибуция     | —  | —  |
| Clean Up Man (G-Unit Radio Part 24)                          | - Релиз: 22 февраля, 2007 года - Лейбл: G-Unit Records, Shadyville Records - Формат: CD, Цифровая дистрибуция  | —  | —  |
| Sabrina’s Baby Boy (G-Unit Radio Part 25)                    | - Релиз: 1 октября, 2007 года - Лейбл: G-Unit Records, Shadyville Records - Формат: CD, Цифровая дистрибуция   | —  | —  |
| Return of the Body Snatchers (Volume 1)                      | - Релиз: 12 февраля, 2008 года - Лейбл: G-Unit Records, Shadyville Records - Формат: CD, Цифровая дистрибуция  | —  | —  |
| Elephant in the Sand (Volume 2)                              | - Релиз: 11 марта, 2008 года - Лейбл: G-Unit Records, Shadyville Records - Формат: CD, Цифровая дистрибуция    | —  | —  |
| Sincerely Yours, Southside (Volume 3)                        | - Релиз: 20 июня, 2008 года - Лейбл: G-Unit Records, Shadyville Records - Формат: CD, Цифровая дистрибуция     | —  | —  |
| S.O.D. (Volume 4)                                            | - Релиз: 29 сентября, 2008 года - Лейбл: G-Unit Records, Shadyville Records - Формат: CD, Цифровая дистрибуция | —  | —  |
| The Lost Flash Drive                                         | - Релиз: 29 августа, 2016 года - Лейбл: G-Unit Records - Формат: Цифровая дистрибуция                          | —  | —  |
| «—» обозначает отсутствие информации.                        | |    |    |

## Синглы

### Самой группы
| Год                                   | Название                                          | Пик, позиции в чартах | Пик, позиции в чартах | Пик, позиции в чартах | Пик, позиции в чартах | Пик, позиции в чартах | Пик, позиции в чартах | Пик, позиции в чартах | Пик, позиции в чартах | Пик, позиции в чартах | Пик, позиции в чартах | Альбом                    |
| Год                                   | Название                                          | US                    | US R&B                | US Rap                | AUS                   | BEL                   | FRA                   | GER                   | IRE                   | NZ                    | UK                    | Альбом                    |
| ------------------------------------- | ------------------------------------------------- | --------------------- | --------------------- | --------------------- | --------------------- | --------------------- | --------------------- | --------------------- | --------------------- | --------------------- | --------------------- | ------------------------- |
| 2003                                  | «Stunt 101»                                       | 13                    | 7                     | 5                     | 32                    | 41                    | 63                    | 39                    | 23                    | 13                    | 25                    | Beg for Mercy             |
| 2003                                  | «Poppin' Them Thangs»                             | —                     | 66                    | —                     | —                     | —                     | —                     | —                     | 11                    | —                     | 10                    | Beg for Mercy             |
| 2003                                  | «My Buddy»                                        | —                     | —                     | —                     | —                     | —                     | —                     | —                     | —                     | —                     | —                     | Beg for Mercy             |
| 2004                                  | «Wanna Get to Know You» (featuring Joe)           | 15                    | 10                    | 5                     | 30                    | —                     | —                     | —                     | 34                    | 26                    | 27                    | Beg for Mercy             |
| 2004                                  | «Smile»                                           | —                     | 72                    | —                     | —                     | —                     | —                     | —                     | 34                    | —                     | —                     | Beg for Mercy             |
| 2008                                  | «I Like the Way She Do It» (featuring Young Buck) | 95                    | 54                    | 23                    | —                     | —                     | —                     | —                     | —                     | —                     | 117                   | T.O.S: Terminate on Sight |
| 2008                                  | «Rider Pt. 2» (featuring Young Buck)              | 122                   | 83                    | —                     | —                     | —                     | —                     | —                     | —                     | —                     | —                     | T.O.S: Terminate on Sight |
| «—» обозначает отсутствие информации. |                                                   |                       |                       |                       |                       |                       |                       |                       |                       |                       |                       |                           |

### При участии других артистов
| 2004                                  | «Ride Wit U» (Joe featuring G-Unit)                                             | 56 | 22  | —  | 12 |  | And Then...                   |
| 2005                                  | «I Know You Don't Love Me» (Tony Yayo featuring G-Unit)                         | —  | 105 | —  | —  |  | Thoughts of a Predicate Felon |
| 2006                                  | «Rompe (International Remix)» (Daddy Yankee featuring G-Unit and Nelly Furtado) | 24 | 89  | 16 | —  |  | Barrio Fino En Directo        |
| «—» обозначает отсутствие информации. |                                                                                 |    |     |    |    |  |                               |

### Другие, намеченные песни
| 2003                                  | «Groupie Love» (featuring Butch Cassidy) | 104 | Beg for Mercy             |
| 2003                                  | «Gangsta Shit»                           | 123 | Beg for Mercy             |
| 2008                                  | «Straight Outta Southside»               | 112 | T.O.S: Terminate on Sight |
| «—» обозначает отсутствие информации. |                                          |     |                           |

## Выступления гостей
| Год  | Песня                         | Артист(ы)                           | Альбом                                                    |
| ---- | ----------------------------- | ----------------------------------- | --------------------------------------------------------- |
| 2003 | «Bump Heads»                  | Eminem                              |                                                           |
| 2004 | «DPG-Unit»                    | Snoop Dogg, Daz Dillinger, Soopafly | Straight Outta Cashville                                  |
| 2004 | «Loyal To The Game»           | 2Pac                                | Loyal To The Game                                         |
| 2004 | «I’m So Sorry»                | The Game                            | You Know What It Is, Vol. 2: Throwin' Rocks At the Throne |
| 2005 | «Hate It or Love It (Remix)»  | 50 Cent                             | The Massacre                                              |
| 2007 | «Talk 'Bout Me»               | DJ Drama                            | Gangsta Grillz: The Album                                 |
| 2008 | «Así Soy (Rider Pt. 2 Remix)» | Wisin & Yandel                      |                                                           |

## Видеоклипы
| Год  | Название                   | Директор(ы)                          |
| ---- | -------------------------- | ------------------------------------ |
| 2003 | «Stunt 101»                | Bryan Barber                         |
| 2003 | «Poppin' Them Thangs»      | Mr. X                                |
| 2003 | «My Buddy»                 | Chris «Broadway» Romero              |
| 2004 | «Wanna Get to Know You»    | Jessy Terrero                        |
| 2004 | «Smile»                    | Jessy Terrero & Antoinette Parkinson |
| 2008 | «I Like the Way She Do It» | Jessy Terrero                        |
| 2008 | «Rider Pt. 2»              | Jessy Terrero                        |